# Dendroleon speciosus
Dendroleon speciosus är en insektsart som beskrevs av Banks 1905. Dendroleon speciosus ingår i släktet Dendroleon och familjen myrlejonsländor. Inga underarter finns listade i Catalogue of Life.